# Setodes pulcher
Setodes pulcher là một loài Trichoptera trong họ Leptoceridae. Chúng phân bố ở miền Cổ bắc.